# Oxyoppia zsuzsankae
Oxyoppia zsuzsankae är en kvalsterart som först beskrevs av Sandór Mahunka 2002.  Oxyoppia zsuzsankae ingår i släktet Oxyoppia och familjen Oppiidae. Inga underarter finns listade i Catalogue of Life.